# Trinidad és Tobago az 1968. évi nyári olimpiai játékokon
Trinidad és Tobago a mexikói Mexikóvárosban megrendezett 1968. évi nyári olimpiai játékok egyik részt vevő nemzete volt. Az országot az olimpián 5 sportágban 19 sportoló képviselte, akik érmet nem szereztek.

## Atlétika
Férfi
| Versenyző                                              | Versenyszám     | Előfutam | Előfutam | Előfutam | Negyeddöntő | Negyeddöntő | Negyeddöntő | Elődöntő | Elődöntő | Elődöntő | Döntő   | Döntő    |
| Versenyző                                              | Versenyszám     | Idő      | Hely.    | Össz.    | Idő         | Hely.       | Össz.       | Idő      | Hely.    | Össz.    | Idő     | Helyezés |
| ------------------------------------------------------ | --------------- | -------- | -------- | -------- | ----------- | ----------- | ----------- | -------- | -------- | -------- | ------- | -------- |
| Ronald Monsegue                                        | 100 m           | 10,56    | 5.       | 37.*     | kiesett     | kiesett     | kiesett     | kiesett  | kiesett  | kiesett  | kiesett | kiesett  |
| Edwin Roberts                                          | 200 m           | 20,69    | 4.       | 9.       | 20,50       | 2.          | 4.          | 20,44    | 2.       | 4.       | 20,34   | 4.       |
| Winston Short                                          | 200 m           | 21,00    | 2.       | 20.*     | 21,51       | 7.          | 29.         | kiesett  | kiesett  | kiesett  | kiesett | kiesett  |
| George Simon                                           | 400 m           | 47,95    | 5.       | 47.      | kiesett     | kiesett     | kiesett     | kiesett  | kiesett  | kiesett  | kiesett | kiesett  |
| Ben Cayenne                                            | 800 m           | 1:48,22  | 2.       | 12.      |             |             |             | 1:46,83  | 4.       | 8.       | 1:54,40 | 8.       |
| Raymond Fabien Winston Short Carl Archer Edwin Roberts | 4 × 100 m váltó | 38,97    | 3.       | 5.       |             |             |             | 39,52    | 6.       | 10.      | kiesett | kiesett  |
| George Simon Euric Bobb Ben Cayenne Edwin Roberts      | 4 × 400 m váltó | 3:04,55  | 2.       | 6.       |             |             |             |          |          |          | 3:04,54 | 6.       |

* - egy másik versenyzővel azonos időt ért el

## Kerékpározás

### Pálya-kerékpározás
Sprintverseny
| Versenyző    | Versenyszám  | 1. forduló                                        | 1. forduló | Vigaszág                                                           | Vigaszág | 2. forduló                                            | 2. forduló | Vigaszág                                     | Vigaszág | Nyolcaddöntő                                          | Nyolcaddöntő | Vigaszág selejtező                                    | Vigaszág selejtező | Vigaszág döntő       | Vigaszág döntő | Negyeddöntő          | Elődöntő             | Döntő                | Helyezés    |
| Versenyző    | Versenyszám  | Ellenfelek Győztes idő                            | Hely.      | Ellenfelek Győztes idő                                             | Hely.    | Ellenfelek Győztes idő                                | Hely.      | Ellenfél Győztes idő                         | Hely.    | Ellenfelek Győztes idő                                | Hely.        | Ellenfelek Győztes idő                                | Hely.              | Ellenfél Győztes idő | Hely.          | Ellenfél Győztes idő | Ellenfél Győztes idő | Ellenfél Győztes idő | Helyezés    |
| ------------ | ------------ | ------------------------------------------------- | ---------- | ------------------------------------------------------------------ | -------- | ----------------------------------------------------- | ---------- | -------------------------------------------- | -------- | ----------------------------------------------------- | ------------ | ----------------------------------------------------- | ------------------ | -------------------- | -------------- | -------------------- | -------------------- | -------------------- | ----------- |
| Roger Gibbon | Férfi egyéni | Fan Yue-Tao (ROC) · Jürgen Kissner (FRG) · 11,15  | 1.         |                                                                    |          | Peder Pedersen (DEN) · Baranyecz András (HUN) · 10,70 | 1.         |                                              |          | Jan Jansen (NED) · Gordon Johnson (AUS) · 11,06       | 2.           | Leijn Loevesijn (NED) · Serhiy Kravtsov (URS) · 10,66 | 2.                 | kiesett              | kiesett        | kiesett              | kiesett              | kiesett              | helyezetlen |
| Leslie King  | Férfi egyéni | Dino Verzini (ITA) · Rolando Guaves (PHI) · 10,87 | 2.         | Juan Reyes (CUB) · Kvon Dzsunghjon (Gwon Jung-hyeon) (KOR) · 11,35 | 1.       | Pierre Trentin (FRA) · Inoue Szandzsi (JPN) · 10,91   | 3.         | José Mercado (MEX) · Ian Alsop (GBR) · 11,16 | 1.       | Daniel Morelon (FRA) · Reginald Barnett (GBR) · 11,00 | 2.           | Jackie Simes (USA) · Niels Fredborg (DEN) · 10,92     | 3.                 | kiesett              | kiesett        | kiesett              | kiesett              | kiesett              | helyezetlen |

Időfutam
| Versenyző    | Versenyszám  | Idő     | Helyezés |
| ------------ | ------------ | ------- | -------- |
| Roger Gibbon | Férfi egyéni | 1:04,66 | 5.       |

Üldözőversenyek
| Versenyző                                                   | Versenyszám  | Selejtező | Selejtező | Nyolcaddöntő                                                                                          | Nyolcaddöntő | Nyolcaddöntő | Negyeddöntő  | Negyeddöntő | Negyeddöntő | Elődöntő     | Elődöntő  | Elődöntő | Döntő        | Döntő     | Helyezés    |
| Versenyző                                                   | Versenyszám  | Idő       | Hely.     | Ellenfél Idő                                                                                          | Saját idő    | Hely.        | Ellenfél Idő | Saját idő   | Hely.       | Ellenfél Idő | Saját idő | Hely.    | Ellenfél Idő | Saját idő | Helyezés    |
| ----------------------------------------------------------- | ------------ | --------- | --------- | --- | ------------ | ------------ | ------------ | ----------- | ----------- | ------------ | --------- | -------- | ------------ | --------- | ----------- |
| Vernon Stauble                                              | Férfi egyéni | 5:07,80   | 19.       | |              |              | kiesett      | kiesett     | kiesett     | kiesett      | kiesett   | kiesett  | kiesett      | kiesett   | 19.         |
| Robert Farrell Noel Luces Salim Mohammed Phillip Richardson | Férfi csapat |           |           | Svédország (SWE) · Erik Pettersson · Gösta Pettersson · Sture Pettersson · Tomas Pettersson · 4:30,03 | 4:48,64      | 2.           | kiesett      | kiesett     | kiesett     | kiesett      | kiesett   | kiesett  | kiesett      | kiesett   | helyezetlen |

## Sportlövészet
Nyílt
| Versenyző      | Versenyszám       | Pont | Helyezés |
| -------------- | ----------------- | ---- | -------- |
| Bertram Manhin | Szabadpisztoly    | 539  | 38.      |
| Hugh Homer     | Sportpuska, fekvő | 583  | 65.      |

## Súlyemelés
| Versenyző    | Versenyszám | Nyomás   | Nyomás   | Szakítás | Szakítás | Lökés    | Lökés    | Összesen | Helyezés |
| Versenyző    | Versenyszám | Eredmény | Helyezés | Eredmény | Helyezés | Eredmény | Helyezés | Összesen | Helyezés |
| ------------ | ----------- | -------- | -------- | -------- | -------- | -------- | -------- | -------- | -------- |
| Hugo Gittens | 67,5 kg     | 120,0    | 11.      | 102,5    | 17.      | 137,5    | 18.      | 360,0    | 16.      |

## Úszás
Férfi
| Versenyző         | Versenyszám | Előfutam | Előfutam | Előfutam | Elődöntő | Elődöntő | Elődöntő | Döntő   | Döntő    |
| Versenyző         | Versenyszám | Idő      | Hely.    | Össz.    | Idő      | Hely.    | Össz.    | Idő     | Helyezés |
| ----------------- | ----------- | -------- | -------- | -------- | -------- | -------- | -------- | ------- | -------- |
| Geoffrey Ferreira | 100 m gyors | 58,9     | 5.       | 52.      | kiesett  | kiesett  | kiesett  | kiesett | kiesett  |